# Transportbeton

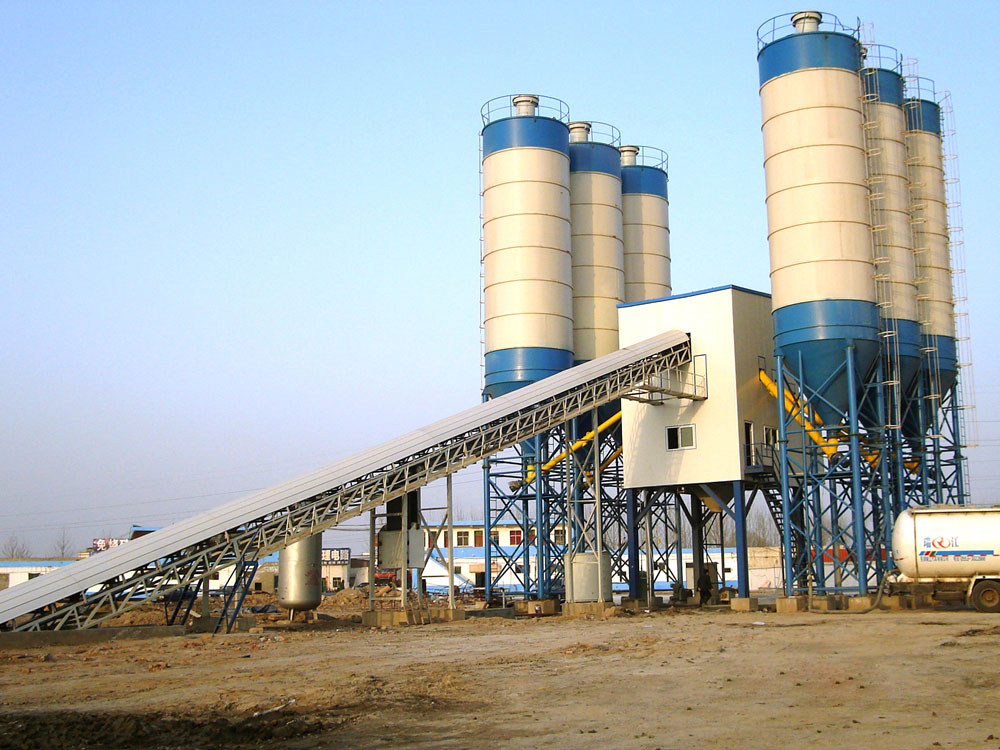
Een betonmortelcentrale

Transportbeton is beton of betonmortel die niet op de bouwplaats, maar in een gespecialiseerde fabriek, de betonmortelcentrale of betonmortelfabriek, wordt bereid.
Voor de komst van de betonmortelfabriek werd beton altijd op bouwlocatie gemaakt. Dit was omslachtig en tijdrovend werk en de productkwaliteit varieerde. Op iedere bouwplek werd een aparte betoninstallatie gebouwd en na afloop van het bouwproject weer ontmanteld.
In een betonmortelfabriek worden cement, zand en grind gemengd tot een kant en klare mortel, waar enkel nog water aan moet worden toegevoegd. Dit heeft als voordelen dat het procedé beter worden beheerst en de kwaliteit gelijkmatig is. Verder is de centrale productie grootschaliger en daardoor efficiënter. De mortel uit de fabriek wordt vervolgens met een vrachtwagen met een roterende trommel, de betonmixer, naar de plaats van bestemming gebracht en verwerkt. De afstand tussen fabriek en bouwplaats mag niet te lang zijn. De draaiende trommel zorgt er voor dat het mengsel homogeen blijft.
In Nederland werd de eerste betonmortelcentrale gestart in 1947. Het was de N.V. Betonmortelfabriek Rotterdam of afgekort Befaro te Rotterdam, die vooral ten dienste stond van de wederopbouw van Rotterdam.
Aanvankelijk was het aantal bedrijven beperkt. In Nederland waren in 1957 nog slechts negen betonmortelcentrales in bedrijf, in 1960 waren er 73 en in 1970 waren dat er 177, die gezamenlijk 6.641.000 m³ beton produceerden en daarvoor 2.158 kton cement nodig hadden. In 1994 was de productie 8,2 miljoen m³ en de gemiddelde omvang van een betoncentrale 46.300 m³. In 2008 waren ongeveer 200 betonmortelcentrales in Nederland actief.
In West-Europa waren einde 1968 meer dan 4000 betonmortelcentrales in bedrijf, die meer dan 100 miljoen m³ beton produceerden.